# Grèves patriotiques d'octobre 1942 en France
Les Grèves patriotiques d'octobre 1942 en France, parties des ateliers de réparation des locomotives de la SNCF à Oullins, près de Lyon, se sont ensuite étendues à d'autres villes, peu avant l’occupation de la zone sud par les troupes allemandes et italiennes, qui dans certaines villes entraîne la perturbation du déroulement de l’action résistante.
Animée par la résistance intérieure française c'est aussi l'un des premiers actes de résistance collective à l'occupation nazie en France, un peu plus d'un an après la grande grève patriotique des cent mille mineurs du Nord-Pas-de-Calais en mai-juin 1941. La grève à Oullins est en particulier la première chez les salariés du rail depuis la capitulation. C'est aussi, en France, la première manifestation collective de refus du travail en Allemagne.
Ces grèves patriotiques d'octobre 1942 en France ont selon les historiens contribué au développement de la résistance intérieure française. L'occupant nazi réagit par de nombreuses arrestations des grévistes.

## Contexte
Le service du travail obligatoire a été instauré en France par la loi du 16 février 1943, faisant suite au relatif échec des politiques de volontariat et du système dit de Relève, suivi de réquisitions ciblées d'ouvriers qualifiés, comme en octobre 1942 à Oullins, où le début de la grève est parfois confondu avec l'instauration du STO.
Le travail obligatoire en Allemagne fut d'abord imposé aux Pays-Bas, le 23 mars 1942, puis en France le 4 septembre suivant et en Belgique le 6 octobre, dans le cadre de mesures voulues par Fritz Sauckel, homme politique nazi surnommé le « négrier de l'Europe », car il a par la suite organisé les déportations de travailleurs des pays occupés vers l'Allemagne.
Parallèlement, l'année 1942 voit le développement et la généralisation des luttes contre l’occupant nazi dans les chemins de fer français, avec des actes de sabotage, dont 276 sur des voies ferrées mais aussi des dangers accrus pour les Résistants. Ainsi, le 7 mars, le cheminot Pierre Semard est fusillé, en représailles. Les deux tiers des sabotages concernent la ligne principale PLM (Paris-Lyon-Marseille) ayant un grand intérêt stratégique et économique pour l’occupant allemand.
Dans une lettre envoyée en juin 1942 au ministre allemand des Affaires étrangères, Pierre Laval avait d'abord créé la politique de "la relève", participation de la France à l’effort de guerre allemand contre le bolchevisme, 200 000 travailleurs, dont 70 000 femmes partant travailler pour le Troisième Reich.
Le 22 août 1942, une directive de Fritz Sauckel constate que la Relève a été un échec, avec seulement 60 000 travailleurs français partis en Allemagne, et demande de passer au recrutement forcé mis avec un objectif prudent de 250 000 recrues. Ainsi, la loi française du 4 septembre 1942 a imposé une "réquisition" de main-d'œuvre en France, concernant les hommes de 18 à 50 ans et les femmes de 21 à 35 ans, pour effectuer tous travaux que le gouvernement de Vichy, dirigé par le maréchal Pétain, jugera utiles "dans l'intérêt de la Nation".
La grève de 1942, débutée à la SNCF, s'inscrit dans un contexte où "les cheminots résistent en nombre parce que la Résistance a besoin d'eux", selon l'historien Christian Chevandier, formé à l’école lyonnaise d’Yves Lequin, puis chercheur rattaché au Centre d’histoire sociale du XXe siècle (Paris I), a analysé les « batailles du rail » durant l’Occupation et la Libération, en particulier parce que leur savoir-faire permet « en quelques gestes de faire plus de dégâts, sans laisser de traces, qu'un bombardement approximatif » et qui « peuvent dans leurs trains, dans leurs machines même, convoyer du matériel, du courrier, des fuyards ou des clandestins ».

## Histoire

### Prémices et début
Cinq semaines après la promulgation de la loi du 4 septembre 1942, la grève démarre le 13 octobre aux ateliers de réparation des locomotives de la SNCF à Oullins, près de Lyon. Les ateliers comprennent deux grandes usines au bord du Rhône, sur la rive droite, actives depuis un siècle. Le Parti communiste y compte 60 militants fin 1940, qui sont ensuite 90 militants en fin 1941.
Les ouvriers protestent « après l’affichage par la direction d’une liste de 30 cheminots désignés d’office pour travailler en Allemagne » à la Reichsbahn, la SNCF allemande. Depuis plusieurs semaines, les militants communistes diffusent des tracts contre le risque d'envoi de salariés en Allemagne, qui recherche des ouvriers qualifiés dans le domaine de la métallurgie. Parmi les contestataires, l'outilleur Marius Bonazzi, militant communiste expérimenté, travaille dans ces ateliers et fait partie du triangle de direction des Résistants, avec Marius Poncet et Pierre Courbon. Ex-outilleur aux dépôts de Vénissieux et de Vaise, il était affecté aux ateliers d’Oullins et sera désigné lors de la grève suivante, en avril 1943, pour aller négocier auprès de la direction de la SNCF à Paris. Le premier militant à se manifester est Jean Enjolvy, lui aussi responsable communiste, qui travaille à la chaudronnerie fer et a été prévenu la veille que quelque chose allait se passer. Il descend en courant à la forge pour actionner la sirène d'alerte peu après que la liste des réquisitions ait été publiée à huit heures du matin,.
En quelques minutes les 3 000 ouvriers qui travaillent sur ce site de la SNCF se retrouvent dans l'allée centrale puis plusieurs centaines de femmes se massent devant les portes du site. Tout proche, le bureau de l'ingénieur en chef, qui en sort, tempête, menace, mais sans parvenir à faire stopper la grève. Autre figure de la grève mais plus discrète, Marius Chardon, nommé sous-chef de brigade d’ouvriers en 1942, puis visiteur au service des méthodes, pouvait se déplacer facilement dans l’enceinte ferroviaire et sera recruté début 1943 au sein d’un groupe FTP des ateliers d’Oullins. Certains syndicalistes partent faire débrayer les dépôts de Vaise et Grenoble.
Le mouvement se poursuit par une manifestation dans les rues de la cité cheminote jusqu’à la Mairie et prend très vite de l’ampleur. Le lendemain, on comptabilise 30 000 grévistes dans 30 usines de la région, de Saint-Étienne à Clermont-Ferrand jusqu’à Marseille.
La grève est précédée par des actions dès le 14 juillet 1942 puis des incidents en Auvergne, comme à Cusset (Allier), où le 5 octobre, François Chasseigne, responsable national de la "propagande ouvrière" pour Vichy, ex cadre de la SFIO rallié en juillet 1940 au maréchal Pétain, se fait huer, puis un peu plus loin, dans le même département, bousculer et frapper à la Société d’applications générales d’électricité et de mécanique (SAGEM) de Montluçon. Il va se plaindre au sous-préfet, qui préfère éviter de le recevoir, pour tenter d'apaiser. Dans l'entreprise Ollier, à Clermont-Ferrand, société métallurgique créée en 1898 et spécialisée dans la fabrication de machines pour le traitement des huiles, "les ouvrières chassent l’inspecteur du travail sous les huées, après lui avoir enfoncé le chapeau sur les yeux".
En Picardie, le préfet de la Somme, prudent aussi, prend acte de l'hostilité patronale et ouvrière aux mesures de réquisition: il décide de suspendre les visites de propagandistes cherchant à les préparer.
À Oullins le 13 octobre, le début de la grève s'effectue dans un esprit "d'unité syndicale".

### Propagation
Le mouvement se propage le jour même à plusieurs sites ferroviaires de la région lyonnaise, de Chambéry et de Saint-Étienne. La grève est citée sur les ondes de Radio-Londres le 17 octobre 1942. Il touche aussi des usines du département du Rhône, avant d’essaimer vers Marseille, Ambérieu, Roanne, Clermont-Ferrand, Béziers. Ensuite, le mouvement s'étend les jours suivant à Limoges, Lorient, Dinan, touchées, tour à tour, par des manifestations parfois associées à des grèves. En Bretagne, ce sont des rafles de main-d’œuvre" qui provoquent des manifestations à Rennes, Saint-Brieuc, Saint-Nazaire ou Lorient.
Le mouvement, qualifié de "patriotique" par les historiens[Qui ?], s'est "propagé à l'échelle nationale", même s'il n'a touché que quelques régions. Il s'étend à d'autres secteurs professionnels, comme les "manuchards" qui y participent à la manufacture d'armes et cycles de Saint-Étienne, ville industrielle située à une cinquantaine de kilomètres, à « la grève patriotique du 26 novembre 1942 contre les mesures de Sauckel ».
Les manifestations débutent dès septembre à Saint-Étienne et se développent, le 13 octobre 1942, à Oullins, où la grève aux ateliers s’accompagne de manifestations de femmes devant la mairie. Le lendemain, de nouvelles manifestations sont observées, qui se prolongent le 15 octobre par des revendications relatives au ravitaillement.

### Manifestations du11 novembre 1942
Dans la région de Montpellier, dans l'Hérault, la préparation du 11 novembre 1942 est l'occasion de tracts massivement diffusés. À la même époque, sur les murs de Grenoble sont collés environ 500 tracts ronéotypés dans la nuit, reproduisant le texte du discours prononcé par le général De Gaulle le 8 novembre. Le monument aux morts accueille de manière imprévue une gerbe tricolore portant l’inscription "Combat" orne, au matin.
Les grèves sont plus fréquentes dans les grands ateliers comme Oullins que dans les gares ou les dépôts, leurs ouvriers étant nombreux et concentrés en un même lieu et plus visés par les tentatives de leur imposer le travail en Allemagne. De plus, la forte implantation communiste dans ce milieu avant guerre en fait un vivier plus sensibles aux appels à la résistance de la presse syndicale clandestine.
À Grenoble, le franchissement de la ligne de démarcation et l’occupation de la zone sud par les troupes allemandes et italiennes perturbe le déroulement de l’action prévue. Les manifestations, perturbées un temps par la nouvelle donne politique, ont ensuite repris fin décembre pour se prolonger jusqu’en avril. Selon un rapport du comité central du parti communiste adressé à Fernand Grenier, elles ont alors "un caractère de masse".
Entretemps, finalement, le 11 novembre 1942 voit 39 cortèges au total et même 4 en zone occupée, qui se déroulent, dans 23 départements, avec à Saint-Étienne ou dans le Var une forte participation des jeunes remarquée. Le autorités utilisent des subterfuges pour tenter de démobiliser, car elles semblent sur la défensive

### Suites
À Oullins, les grèves des cheminots, un semestre plus tard, se succèdent avec un mouvement le 7 avril 1943 contre « les 60 heures, les pénuries alimentaires, les conditions du travail de nuit et le sort des militants emprisonnés en octobre », puis un autre le 1er mai 1943 et à nouveau le 14 juillet 1943, sans mot d'ordre mais avec des dizaines de petits drapeaux français, et le 11 novembre 1943 de 11 h à midi s'effectuent un rassemblement et une minute de silence. L'agitation reprend les 1er mai 1944 et 23 mai 1944, dans le sillage d'un bombardement allié afin de protester contre « le défaut du dispositif d’alerte de la défense passive ».
Entre décembre 1942 et avril 1943, 54 manifestations de rue recensées touchent 27 départements, se répartissent entre les zones nord et sud, et le besoin de main-d'œuvre rend la répression plus difficile, en général peu après l'affichage de la liste de partants en Allemagne et avec l'objectif d'empêcher le départ du train prévu, les archives de L'Humanité attestant que les communistes ont souvent "organisé l’explosion" de colère provoquée par l'affichage de la liste. Certaines manifestations sont d'ailleurs ouvertement politiques, comme le 7 mars 1943 à Chambéry, Grenoble, Oullins, Mâcon et Veynes pour commémorer l’assassinat de Pierre Sémard, résistant fusillé. Le 11 juin, une nouvelle loi remplace celle du 7 juin 1848 sur les attroupements : les pénalités sont accrues, les circonstances atténuantes et la possibilité de liberté provisoire supprimées, le nombre de sommations réduit à une. En août 1943, 50 ouvriers de la société Francolor se rendent aux abords de la gare de Saint-Denis en chantant La Marseillaise pour y coller une affiche hostile à Mussolini.

## Répression
Des dizaines d'ouvriers des ateliers SNCF d’Oullins sont arrêtés dès le 13 octobre au soir, le premier jour de la grève. D'autres comme Marius Bonazzi doivent se cacher puis prendre le maquis. C'est aussi le cas de Jean Enjolvy.
Des centaines de travailleurs sont arrêtés à Lyon, et la répression policière s’intensifie jusqu’au 17 octobre. Cette répression était attendue et la discussion entre militants au moment du déclenchement de la grève sur ce site montre certains d'entre eux redoutent qu'elle ne mette en danger les membres du groupe de sabotage en formation dans les ateliers. Elle a au même moment la particularité de réunir des cheminots de sensibilités politiques différentes, ce qui se traduit par les premiers tracts clandestins communs entre communistes et non-communistes en zone sud. La répression de cette grève et l’occupation allemande de la zone sud un mois plus tard participent d'une même réaction de la puissance occupante.
Les suites du mouvement sont aussi réprimées et cette répression suscite à son tour des mouvements de protestation importants. La grève des cheminots de Dijon, suivie au départ suivie par 1 500 salariés, a ainsi bloqué le trafic SNCF du 29 novembre au 10 décembre 1943 pour protester contre la condamnation à mort, le 27 novembre, par un tribunal militaire allemand, de sept cheminots du dépôt de Dijon-Perrigny arrêtés entre fin août et début septembre, dans le sillage de plusieurs sabotages permis par un parachutage le 13 juillet à proximité de la ville. Les milliers de voyageurs bloqués manifestent leur sympathie aux cheminots. Une délégation est envoyée à Vichy pour rencontrer Pierre Laval, qui promet d'en parler à Hitler et une réponse pour le 10 décembre, mais des menaces sont proférées par le préfet régional et des dirigeants de la SNCF. Cependant, une grève générale est préparée pour le 10 décembre 1943. La veille, une délégation envoyée à Paris annonce au téléphone que la peine capitale est commuée en déportation vers l’Allemagne, mais les cheminots y seront finalement exécutés le 19 avril 1944.